# Escudo de Tunja

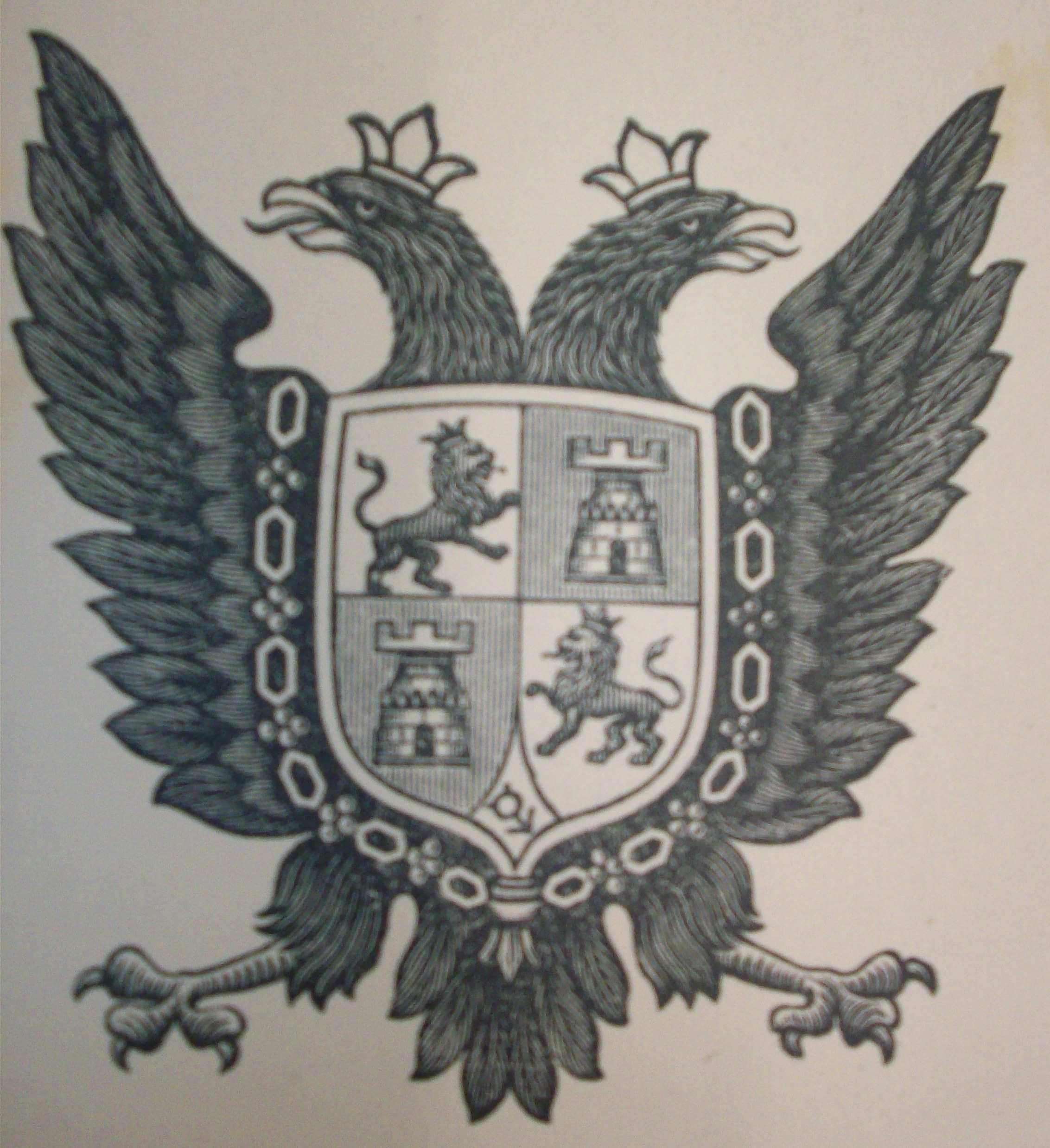
Primer escudo de Tunja, 1539

El escudo de armas de Tunja es el emblema heráldico que durante más de 472 años ha identificado a la ciudad de Tunja, capital del departamento de Boyacá (Colombia), siendo concedido por el emperador Carlos V en 1541.
El escudo y la bandera son los principales símbolos de la ciudad, forman parte de la imagen institucional de la administración distrital, por lo cual siempre están presentes en los actos protocolarios, en la papelería oficial, en las obras públicas, etc.

## Blasonado
Escudo heráldico de forma hispano-francesa cuartelado en cruz y escudete triangulado de punta. El primero y último cuartel sobre campo de plata, león rampante en gules lampasado de lo mismo y coronado. El segundo y tercer cuartel sobre campo de gules, torres almenadas de color piedra. Escudete de punta sobre campo de plata; granada rajada en gules y hojada sínople.
Como timbre y enmarcando el escudo águila explayada de dos cabezas en sable, con el "Toisón de Oro" pendiendo de las alas. Como cimera corona real.

## Historia
El investigador Juan Flórez de Ocáriz, Escribano de Cámara de la Audiencia y Cancillería Real de Santafé, en su monumental obra "Genealogías del Nuevo Reino de Granada," publicada en Madrid en 1674, en la parte en que habla de Tunja se refiere en los siguientes términos:

"La ciudad de Tunja la fundó Gonzalo Suárez Rendón en 6 de agosto del año de 1539, casi al Norte de Santafé, y veintidós leguas della, en un sitio alto, con el nombre de su cacique antiguo, de donde le tomó su provincia; es de temple frío, seco y airoso; su distrito abundante de frutas, y fueron sus primeros Alcaldes ordinarios Juan de Pineda y Jorge de Olmeda: y Regidores Juan del Junco, Gómez del Corral, Diego de Segura, Pedro de Colmenares, Hernán Venegas y Antonio Bermúdez; Alguacil Mayor, Hernando de Escalante, y escribano, Diego de Aguirre.

Dióle el Rey título de ciudad a 9 de marzo del año de 1541, y armas, que son las de León y Castilla, el primero y último cuartel en campo blanco león rapante coronado, y en los segundos, en campo colorado, castillo de color de piedra, y en lo bajo del escudo, mediando los dos cuarteles, escudete blanco como en triángulo con una granada, y abrazando todo el escudo una águila negra de dos cabezas, coronadas de oro, con el tusón pendiente de las alas; tiene tres parroquias y conventos de religiosos dominicanos, franciscanos y agustinos y de monjas de Santa Clara y de la Concepción, Colegio de la Compañía de Jesús y hospital a cargo de la religión de San Juan de Dios y cuatro ermitas; y en su jurisdicción el convento de la Candelaria, de religiosos recoletos agustinos, y la casa de Nuestra Señora de Chiquinquirá, en una como aldea, asistida de religiosos de la Orden de Predicadores..." Está subordinada a esta ciudad la villa de Nuestra Señora de Leiva, en quien pone alcaldes y regidores añales; es cabeza de corregimiento, de provisión de Su Majestad, y tiene setenta encomenderos de indios; sus edificios son de muy buena fábrica y ostentación.